# Wesley Kreder
Wesley Kreder (ur. 4 listopada 1990 w Lejdzie) – holenderski kolarz szosowy.

## Osiągnięcia
Opracowano na podstawie:

2008
- 1. miejsce na 3. etapie Trophée Centre Morbihan
- 3. miejsce w Ronde des Vallées
  - 1. miejsce na etapie 1b

2010
- 2. miejsce w Eschborn–Frankfurt U23
- 1. miejsce w Ronde van Midden-Nederland
- 3. miejsce w Kernen Omloop Echt-Susteren

2011
- 3. miejsce w Tour de Normandie
- 3. miejsce w Omloop der Kempen
- 3. miejsce w mistrzostwach Holandii U23 (start wspólny)
- 1. miejsce na 3. etapie Vuelta Ciclista a León (jazda drużynowa na czas)

2012
- 3. miejsce w Ster van Zwolle
- 2. miejsce w Zellik-Galmaarden
- 1. miejsce w Tour de Vendée

2014
- 3. miejsce w Classic Loire Atlantique
- 3. miejsce w mistrzostwach Holandii (start wspólny)

2016
- 1. miejsce na 2. etapie Ster ZLM Toer

## Rankingi
| Rok             | 2010 | 2011 | 2012 | 2013 | 2014 | 2015 | 2016  | 2017  | 2018 | 2019  | 2020  | 2021  | 2022  | 2023  |
| --------------- | ---- | ---- | ---- | ---- | ---- | ---- | ----- | ----- | ---- | ----- | ----- | ----- | ----- | ----- |
| World Ranking   |      |      |      |      |      |      | 1532. | 1003. | 407. | 1920. | 1687. | 1740. | 2865. | 1938. |
| UCI Europe Tour | 142. | 212. | 55.  |      | 241. | 757. | 1031. | 625.  | 229. | 1263. | 1253. | 1198. | 1720. | -     |
|                 |      |      |      |      |      |      |       |       |      |       |       |       |       |       |
| Źródło: UCI     |      |      |      |      |      |      |       |       |      |       |       |       |       |       |